# Diego Maroto
Diego Maroto (* 1617 in Trujillo, Peru; † 1696 in Lima) war ein peruanischer Architekt und Dominikaner. Er der wichtigste Baumeister Limas in der zweiten Hälfte des 17. Jahrhunderts.
Als Maestro Mayor de Fabricas de la Catedral Metropolitana (Oberaufseher über die Baustellen der Kathedrale von Lima), Oberaufseher der Bauhandwerkergilden von Lima und Maestro Mayor de las Fabricas Reales (Oberaufseher über die königlichen Baustellen) hatte er über vier Jahrzehnte die wichtigsten Positionen im Bauwesen Limas inne.
Als Architekt für den Dominikanerorden entwickelte er eine erdbebensichere Kuppelkonstruktion, die nach dem großen Erdbeben von 1687 in allen Wiederaufbauprojekten im kirchlichen Milieu in Lima kopiert wurde, so in den Rippengewölben der Kathedrale von Lima und im Augustinerkloster San Agustín el Grande.

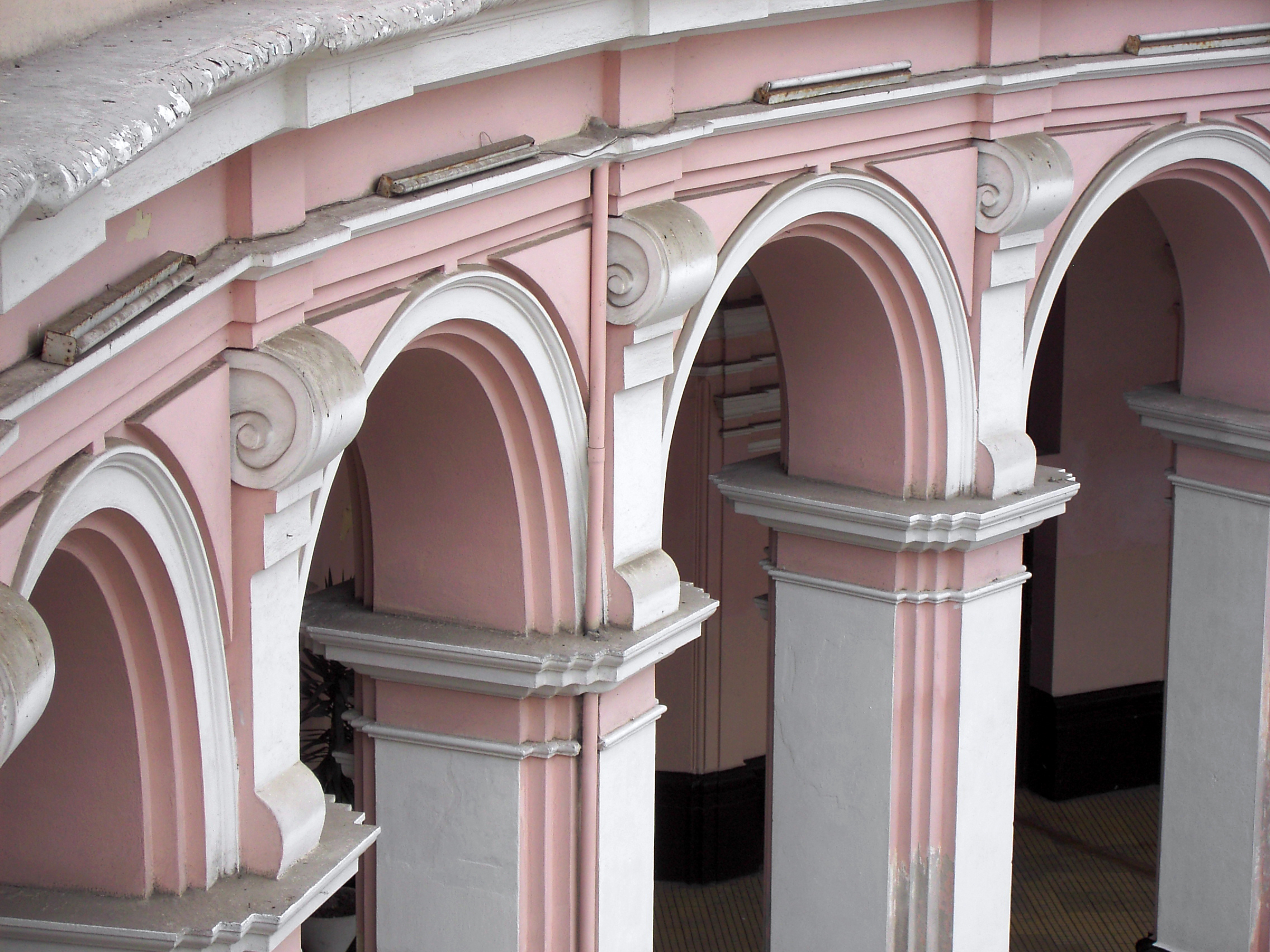
Das Claustro Redondo im Colegio de Santo Tomás, Lima

Sein gebautes Werk umfasst Arbeiten für die Mönchs- und Nonnenklöster der Stadt Lima und für die weltgeistlichen Auftraggeber der Kathedrale und der Pfarrkirchen. Sein wichtigstes Werk ist die Klosterschule Colegio de Santo Tomás in Lima. Das Claustro Mayor ist das einzige Beispiel eines runden Kreuzganges auf südamerikanischem Boden.

## Liste der Bauten Diego Marotos in Lima (Auswahl)
- 1650: Neubau der Rosenkranz-Basilika
- 1653: Glockenturm des Nonnenklosters La Concepción
- 1659: Glockenturm der Rosenkranz-Basilika
- 1662: Ein Kreuzgang im Jesuitenkloster San Pablo
- 1663: Pfarrkirche El Sagrario neben der Kathedrale von Lima
- 1663–1668: Colegio de Santo Tomás
- 1679: Umbau der Klosterkirche der Rosenkranz-Basilika
- 1680: Kuppel der Pfarrkirche El Sagrario
- 1688 und 1692: Rekonstruktion der Gewölbe der Kathedrale von Lima